# Aleš Chvalovský
Aleš Chvalovský (n. 29 de mayo de 1979) es un futbolista checo, actual guardameta del Apollon Limassol de la Liga chipriota.
Chvalovský jugó en su etapa juvenil por los clubes FK Chmel Blšany, Dukla Prague y nuevamente en FK Chmel Blšany. En la temporada 1998/99 jugó por primera vez como profesional, participando en 15 partidos. En la siguiente temporada fue el arquero indiscutible del primer equipo. Firmó en el año 2000 por el VfB Stuttgart de la Bundesliga, donde solo jugó en 13 partidos en el equipo amateur. Luego de solo media temporada Chvalovský, en enero de 2001 regresó al Blšany, donde nuevamente fue el arquero titular.
En el 2005 Chvalovský firmó por el Apollon Limassol de Chipre.
Aleš Chvalovský es el hijo de František Chvalovský, presidente de la Federación de Fútbol de su país por muchos años, quien también fue portero del Chmel Blšany.

## Clubes
| Club             | País            | Año       |
| ---------------- | --------------- | --------- |
| FK Chmel Blšany  | República Checa | 1990-2000 |
| VfB Stuttgart    | Alemania        | 2000-2001 |
| FK Chmel Blšany  | República Checa | 2000-2005 |
| Apollon Limassol | Chipre          | 2005-     |

## Honores
En el 2000 Chvalovský fue finalista con la Selección de la República Checa Sub-21 en el campeonato europeo de la categoría llevado a cabo en Eslovaquia, jugando también en los Juegos Olímpicos de Sídney 2000.